# Moosdorf
Moosdorf osztrák község Felső-Ausztria Braunau am Inn-i járásában. 2018 januárjában 1638 lakosa volt.

## Elhelyezkedése

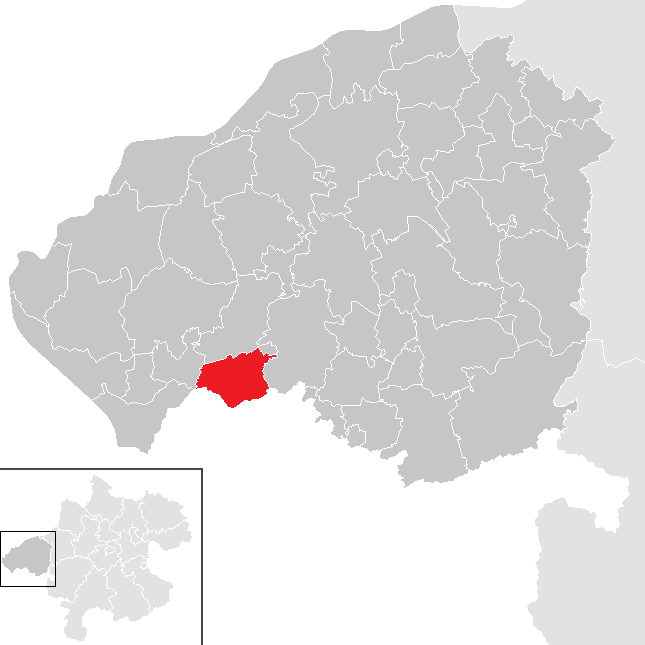
Moosdorf a Braunau am Inn-i járásban

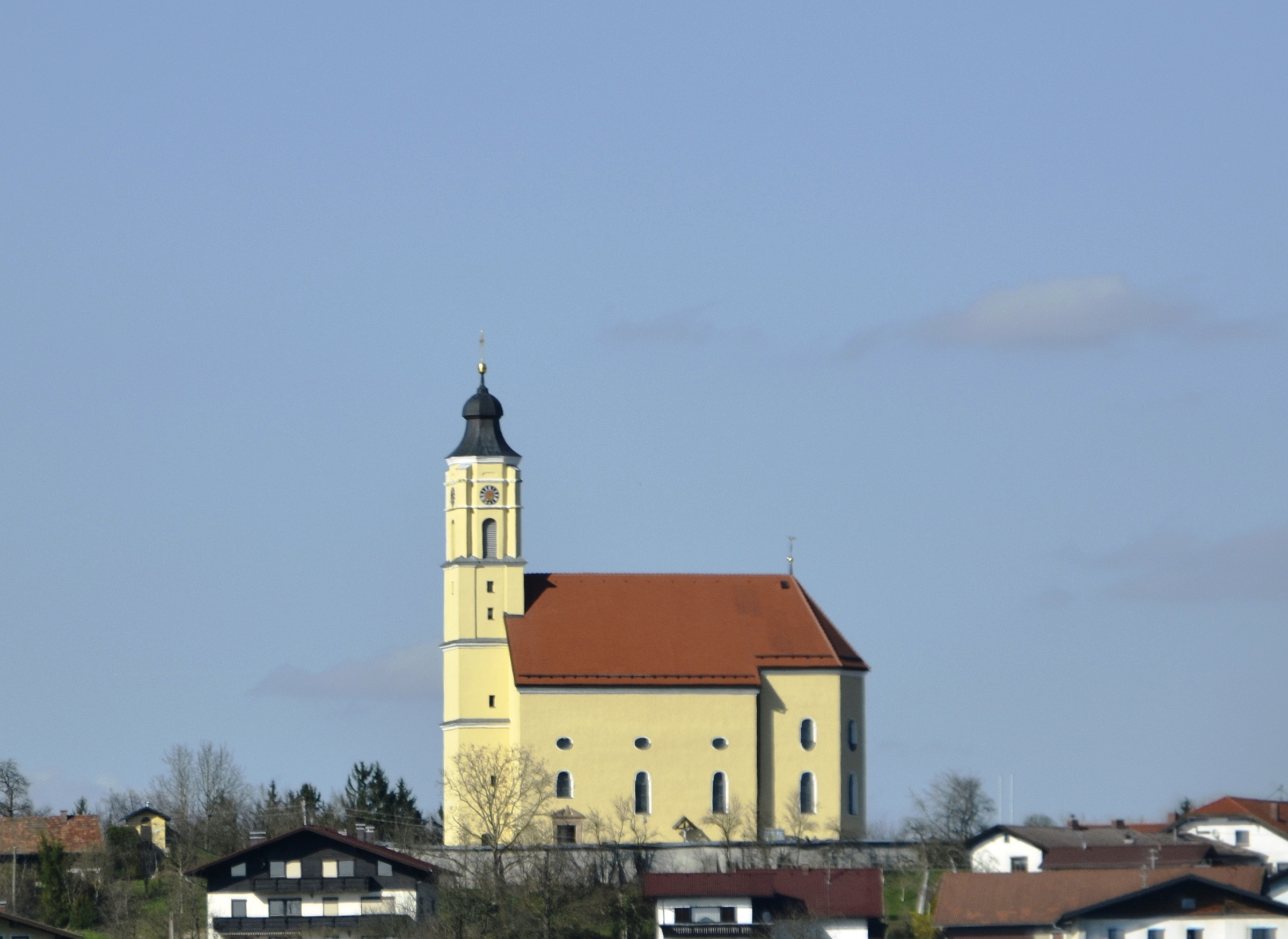
A Szt. István-plébániatemplom

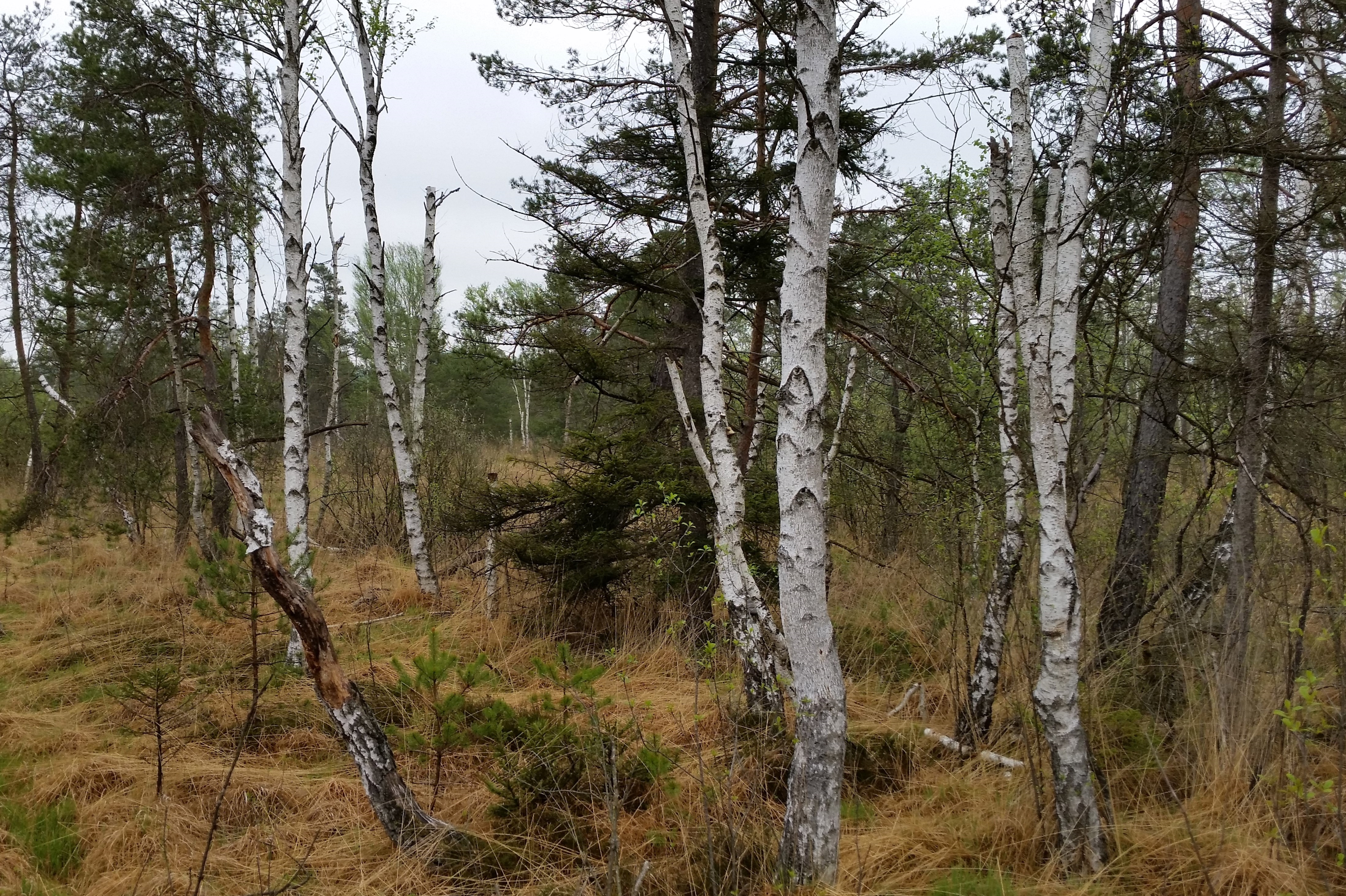
Az Ibmi-láp

Moosdorf Felső-Ausztria nyugati részen, az Innviertel régióban fekszik, az Ibmi-láp (Ausztria legnagyobb lápkomplexuma) mellett. Az önkormányzat 15 településrészt és falut egyesít: Einsperg (92 lakos 2018-ban), Elling (152), Furkern (43), Habersdorf (53), Hackenbuch (343), Haslach (36), Jedendorf (85), Kimmelsdorf (197), Moosdorf (445), Moosmühl (23), Mühlbach (40), Puttenhausen (17), Seeleiten (27), Stadl (42) és Weichsee (43).
A környező önkormányzatok: északnyugatra Franking, északra Eggelsberg, északkeletre Feldkirchen bei Mattighofen, délre Dorfbeuern és Lamprechtshausen (utóbbi kettő Salzburg tartományban).

## Története
Moosdorfot 1130-ban említik először a michaelbeuerni apátság tizedkönyvében, bár helye korábban is lakott volt, a régészek római villa rusticát is feltártak a területén. A falu alapításától kezdve 1779-ig Bajorországhoz tartozott, amikor azonban a bajor örökösödési háborút lezáró tescheni béke következtében a teljes Innviertel Ausztriához került át. 1784-ben II. József egyházreformját követően egyházközsége önállóvá vlt (korábban Eggelsberghez tartozott). A napóleoni háborúk során 1809-ben a régiót a franciákkal szövetséges Bajorország visszakapta, majd Napóleon bukása után ismét Ausztriáé lett. A községi önkormányzat 1850-ben jött létre. 
A köztársaság 1918-as megalakulásakor Moosdprfot Felső-Ausztria tartományhoz sorolták. Miután Ausztria 1938-ban csatlakozott a Német Birodalomhoz, az Oberdonaui gau része lett. A második világháború után a község visszakerült Felső-Ausztriához.  

## Lakosság
Moosdorf lakosságszámának változása:

| 2016 | 1 632 |
| 2018 | 1 638 |

A moosdorfi önkormányzat területén 2018 januárjában 1638 fő élt. A lakosságszám 1961 óta gyarapodó tendenciát mutat. 2016-ban a helybeliek 91,6%-a volt osztrák állampolgár; a külföldiek közül 4,4% a régi (2004 előtti, főleg Németországból), 2,7% az új EU-tagállamokból érkezett. 2001-ben a lakosok 85,9%-a római katolikusnak, 3% evangélikusnak, 2,2% mohamedánnak, 6,3% pedig felekezeten kívülinek vallotta magát. Ugyanekkor a legnagyobb nemzetiségi csoportot a német (96,5%) mellett a horvátok alkották 1,7%-kal.

## Látnivalók
- a Szt. István-plébániatemplom korábban gótikus stílusban épült, 1682-ben teljesen átépítették
- az ellingi római villa romjai
- a védett Ibmi-láp

## Fordítás
- Ez a szócikk részben vagy egészben  a   Moosdorf című német Wikipédia-szócikk ezen változatának fordításán alapul.  Az eredeti cikk szerkesztőit annak laptörténete sorolja fel. Ez a jelzés csupán a megfogalmazás eredetét és a szerzői jogokat jelzi, nem szolgál a cikkben szereplő információk forrásmegjelöléseként.